# Société Pour L'Aviation et ses Dérivés

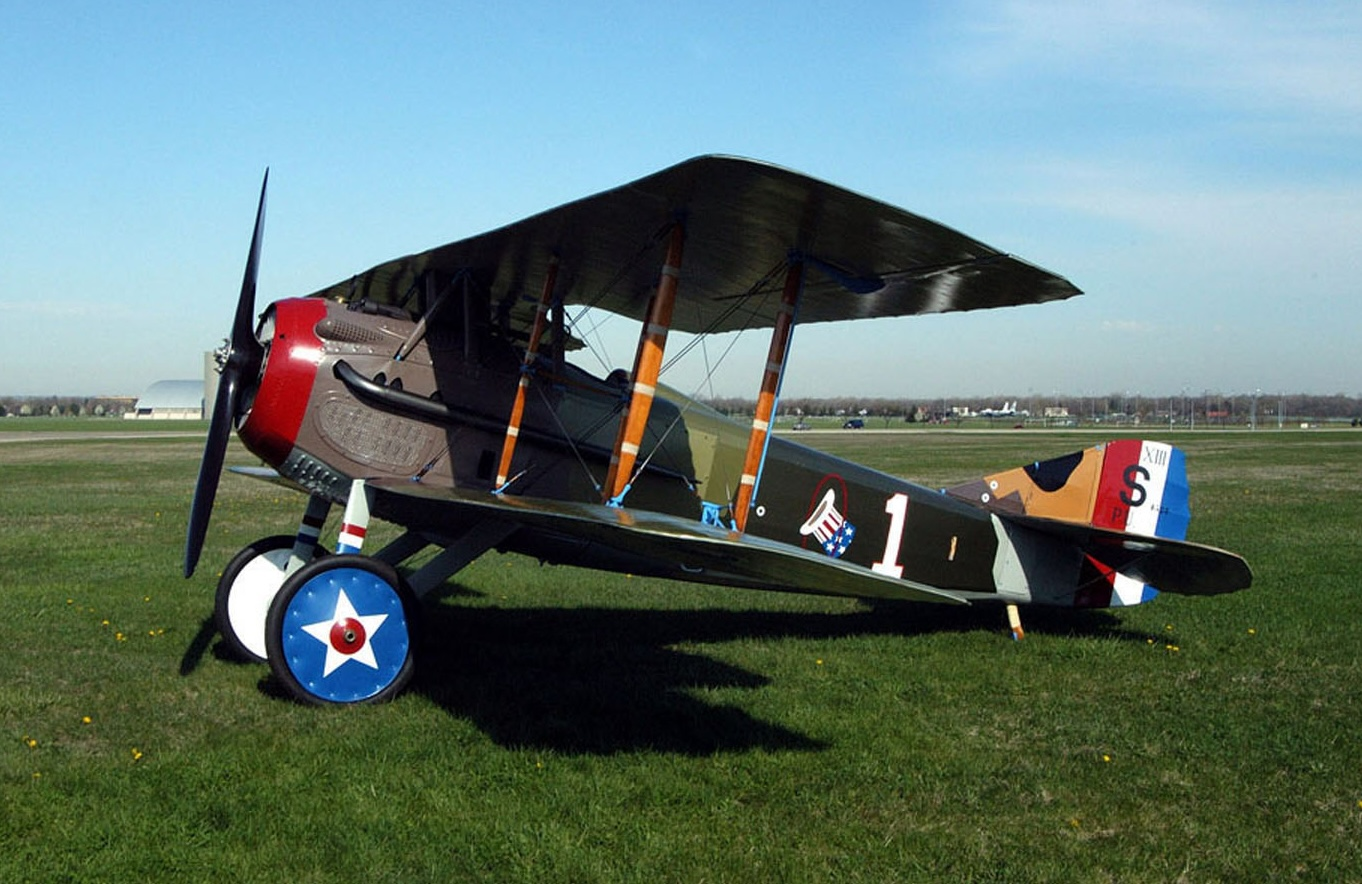
Nejslavnější výtvor společnosti SPAD - stíhací letoun SPAD S.XIII

Société (anonyme) Pour L'Aviation et ses Dérivés (SPAD), byla francouzská společnost, která vyvíjela a vyráběla vojenská letadla během první světové války. Založena byla v roce 1911 leteckým průkopníkem Armandem Deperdussinem a její původní název zněl Société des Aéroplanes Deperdussin, ale už v roce 1912 byla přejmenována na Société de Production des Aéroplanes Deperdussin. Avšak v roce 1913 byl Armand Deperdussin zatčen, obviněn z podvodu a firma se tak krátce před válkou ocitla na pokraji bankrotu. Nový název zavedl Louis Blériot, který firmu zachránil a zachoval v ní leteckou výrobu.
Výroba SPADů byla zahájena sérií „A“ - dvoumístnými dvouplošníky s tažnou vrtulí umístěnou mezi přední (odklápěcí) gondolu se střelcem a „klasický“ trup s motorem a pilotem. Začátkem roku 1915 firma začala vyrábět letadla v konfiguraci s tažnou vrtulí. Počínaje SPADem V bylo s touto konfigurací již během války vyvinuto mnoho typů stíhacích letounů a po válce, kdy se firma přejmenovala na Blériot-SPAD, výroba pokračovala.

## Seznam vyráběných typů letadel
- SPAD A.1
- SPAD A.2
- SPAD A.3
- SPAD A.4
- SPAD A.5
- SPAD S.V
- SPAD S.VII
- SPAD S.X
- SPAD S.XI
- SPAD S.XII
- SPAD S.XIII
- SPAD S.XIV
- SPAD 15
- SPAD 16
- SPAD 17
- SPAD 18
- SPAD 19
- SPAD 20
- SPAD 21
- SPAD 22
- SPAD 24
- SPAD 25
- SPAD 26
- SPAD 27
- SPAD 29
- SPAD 30
- SPAD 31
- SPAD 32
- SPAD 33
- SPAD 34
- SPAD 37
- SPAD 38
- SPAD 46
- SPAD 50
- SPAD 51
- SPAD 56
- SPAD 58
- SPAD 61
- SPAD 66
- SPAD 81
- SPAD 91
- SPAD 510
- SPAD 922
- SPAD SC
- SPAD SD
- SPAD SE
- SPAD SF
- SPAD SG
- SPAD SK